# 沙生针茅
沙生针茅（学名：Stipa glareosa）为禾本科针茅属下的一个种。

## 扩展阅读
- 維基物種上的相關：沙生针茅